# Roman Mazur
Roman Stanisław Mazur (ur. 11 maja 1929, zm. 20 sierpnia 2021) – polski neurolog.

## Życiorys
Ukończył Akademię Medyczną w Gdańsku w 1954 r., a stopień doktora habilitowanego uzyskał w 1971 r., a rok później został pracownikiem Zespołu Nauczania Klinicznego Akademii Medycznej w Gdańsku z siedzibą w Bydgoszczy jako jego kierownik. Od 1985 r. do 1999 r. kierował zorganizowaną przez siebie Katedrą i Klinika Neurologii, która weszła w skład nowo powstałej Akademii Medycznej w Bydgoszczy. W 1987 r. otrzymał tytuł profesora nadzwyczajnego, a profesora zwyczajnego w 1995 r.
Członek m.in. Amerykańskiej Akademii Neurologii, Światowej Federacji Neurologicznej, Polskiego Towarzystwa Neurologicznego (honorowy) i Polskiego Towarzystwa Udaru Mózgu (twórca i prezes honorowy). Sprawował funkcję przewodniczącego Rady Szkolnictwa Medycznego przy Ministrze Zdrowia.
Zmarł 20 sierpnia 2021 r. Pochowany w Toruniu na cmentarzu przy ulicy Wybickiego.

## Odznaczenia
- Krzyż Oficerski Orderu Odrodzenia Polski (1998)[4]
- Medal Komisji Edukacji Narodowej
- Odznaka tytułu honorowego „Zasłużony Nauczyciel Polskiej Rzeczypospolitej Ludowej”[1].